# Lastavice
Lastavice (lat. Hirundinidae) su porodica ptica koja pripada redu vrapčarki (Passeriformes). Dio su podreda pjevica (Passeres). Ova porodica se sastoji od dvije potporodice: Pseudochelidoninae i Hirundininae.
Lastavice su kozmopolitska grupa ptica i nastanjuju sve kontinente osim Antarktika. Smatra se da potječu iz Afrike, jer tamo živi najviše vrsta. Također se pojavljuju na mnogim otocima. Karakteristika ovih ptica je njihova prilagođenost lovu za hranom u letu: kukce hvataju u zraku. Tijelo im je vitko, a krila uska. Kljun je kratak, a grkljan mogu široko otvoriti. Porodica obuhvaća 75 vrsta.
Lastavice su selice. Oblik repa im je vrlo specifičan i po njemu su dobili ime razni predmeti, pa i leptir lastin rep. Nekoliko vrsta je postalo ranjivo zbog ljudskih aktivnosti na njihovim područjima, ali su mnoge druge imale koristi od promjene okoliša i sada žive i blizu ljudi.
Mlade lastavice su čučavci.

## Izgled i ponašanje
Sve lastavice imaju sličan oblik tijela, ali se on razlikuje od onog drugih vrapčarki. Prilagodile su se lovljenju insekata u letu razvivši vitko tijelo s dugim šiljatim krilima, što omogućava lako manevriranje i izdržljivost, kao i česte periode jedrenja. Takav oblik tijela im omogućava vrlo efikasan let, s 50-75% manjom potrošnjom energije od vrapčarki iste veličine. Obično lete brzinom od 30-40 km na sat, ali mogu dostići brzinu i od 50-65 km na sat.
Kao i nesrodne čiope i legnjevi, koji love na sličan način, imaju kratke kljunove, ali snažnu vilicu i širok grkljan. Tijelo je dugo 10-24 cm, a težina im je 10-60 grama. Na krilima imaju devet primarnih letnih pera. Rep se sastoji od 12 pera i može biti račvast ili četvrtast. Dug rep povećava mogućnost manevriranja i dužina mu se može razlikovati među spolovima. Ženke obične lastavice biraju mužjake s dužim repom.
Noge su kratke, a stopala više prilagođena stajanju nego hodanju, jer su prednji prsti djelomično spojeni pri bazi. Nožni mišići ptica roda Pseudochelidon su snažnije ali robustnije od onih ostalih lastavica.
Najčešća boja perja je tamnoplava ili tamnozelena odozgo i bijela ili prugasta odozdo, često s crvenim šarama. Vrste koje kopaju ili žive na suhim ili planinskim područjima često su smeđe boje. Postoji malen ili nikakav spolni dimorfizam. Monogamne su. Polažu oko 5 jaja u umjerenim predjelima, a dva ili tri u tropima. Bijele su boje, kod nekih bregunica s pjegama. Ptići se izležu goli i zatvorenih očiju.

## Rasprostranjenost
Lastavice nastanjuju sve kontinente osim Antarktika. Jedna se vrsta pojavljuje na tihooceanskim otocima, a druga na Mauricijusu u Indijskom oceanu. Mnoge imaju nevjerojatnu rasprostranjenost poput obične lastavice, koja se razmnožava na većini Sjeverne hemisfere i zimuje na većini Južne.
Prilagodile su se mnogim staništima. Često ih se viđa oko vode, ali mogu se naći i na travnjacima, savanama, močvarama, magrovim šumama i šikarama, od nivoa mora do alpskih područja. Mnoge žive na farmama, pa čak i u gradovima. Vrste koje nastanjuju umjerene regije migriraju za zime kada populacije insekata jako opadnu. Tropske vrste uglavnom ne migriraju, ali ima nekih koje prave kraće selidbe. Aristotel je smatrao da lastavice, rode pa čak i lunje hiberniraju tijekom zime.

## Rodovi
Potporodica Pseudochelidoninae:
- Pseudochelidon

Potporodica Hirundininae:
- Alopochelidon
- Atticora
- Cheramoeca
- Delichon
- Haplochelidon
- Hirundo
- Neochelidon
- Notiochelidon
- Petrochelidon
- Phedina
- Progne
- Psalidoprocne
- Pseudhirundo
- Riparia
- Stelgidopteryx
- Tachycineta

### Popis vrsta
1. Alopochelidon fuscata - riđoglavi piljak
2. Atticora fasciata - amazonski piljak
3. Atticora pileata - pjegavogrli piljak
4. Atticora tibialis - čađasti piljak
5. Cecropis abyssinica - prugasta lastavica
6. Cecropis cucullata - južnoafrička lastavica
7. Cecropis daurica badia - malajska lastavica
8. Cecropis daurica striolata - riđoleđa lastavica
9. Cecropis daurica - daurska lastavica
10. Cecropis hyperythra - cejlonska lastavica
11. Cecropis semirufa - crno-riđa lastavica
12. Cecropis senegalensis - velika lastavica
13. Cheramoeca leucosterna - bjeloleđa lastavica
14. Delichon dasypus - azijski piljak
15. Delichon lagopodum - sibirski piljak
16. Delichon nipalense - crnogrli piljak
17. Delichon urbicum - piljak
18. Eurochelidon sirintarae - bjelooka lastavica
19. Hirundo aethiopica - bjelogrla lastavica
20. Hirundo albigularis - ogrličasta lastavica
21. Hirundo angolensis - riđoprsa lastavica
22. Hirundo atrocaerulea - gorska lastavica
23. Hirundo dimidiata - srebrnastoprsa lastavica
24. Hirundo javanica - indonezijska lastavica
25. Hirundo leucosoma - bjelokrila lastavica
26. Hirundo lucida - crvenoprsa lastavica
27. Hirundo megaensis - bjelorepa lastavica
28. Hirundo neoxena - australska lastavica
29. Hirundo nigrita -  blistava lastavica
30. Hirundo nigrorufa - riđotrba lastavica
31. Hirundo rustica erythrogaster - američka lastavica
32. Hirundo rustica - lastavica
33. Hirundo smithii - riđokapa lastavica
34. Hirundo tahitica - tahitska lastavica
35. Neophedina cincta - velika bregunica
36. Orochelidon andecola - planinski piljak
37. Orochelidon flavipes - riđoprsi piljak
38. Orochelidon murina - andski piljak
39. Petrochelidon ariel - riđoglava lastavica
40. Petrochelidon fluvicola - prugastoglava lastavica
41. Petrochelidon fuliginosa - čađasta lastavica
42. Petrochelidon fulva pallida - sjeverna spiljska lastavica
43. Petrochelidon fulva - spiljska lastavica
44. Petrochelidon nigricans - lastavica dupljašica
45. Petrochelidon perdita - crvenomorska lastavica
46. Petrochelidon preussi - prugastoleđa lastavica
47. Petrochelidon pyrrhonota - lastavica litičarka
48. Petrochelidon rufigula - riđogrla lastavica
49. Petrochelidon rufocollaris - riđočela lastavica
50. Petrochelidon spilodera - pjegavogrla lastavica
51. Phedina borbonica - pjegavi piljak
52. Phedinopsis brazzae - pjegavoprsi piljak
53. Progne chalybea - sivoprsi piljak
54. Progne cryptoleuca - kubanski piljak
55. Progne dominicensis - karipski piljak
56. Progne elegans - modri piljak
57. Progne modesta - galapagoski piljak
58. Progne murphyi - peruanski piljak
59. Progne sinaloae - meksički piljak
60. Progne subis - veliki piljak
61. Progne tapera - smeđi piljak
62. Psalidoprocne albiceps - bjeloglava lastavica
63. Psalidoprocne fuliginosa - kamerunska lastavica
64. Psalidoprocne nitens - kratkorepa lastavica
65. Psalidoprocne obscura - šumska lastavica
66. Psalidoprocne pristoptera - crna lastavica
67. Pseudhirundo grisopyga - smeđoglava lastavica
68. Pseudochelidon eurystomina - riječna lastavica
69. Ptyonoprogne concolor - mrka lastavica
70. Ptyonoprogne fuligula - smeđa lastavica
71. Ptyonoprogne obsoleta - sivosmeđa lastavica
72. Ptyonoprogne rufigula - ružičastogrla lastavica
73. Ptyonoprogne rupestris - hridna lastavica
74. Pygochelidon cyanoleuca - crnorepi piljak
75. Pygochelidon melanoleuca - rašljorepi piljak
76. Riparia chinensis - sivogrla bregunica
77. Riparia congica - kongoanska bregunica
78. Riparia cowani - madagaskarska bregunica
79. Riparia diluta - azijska bregunica
80. Riparia paludicola - smeđa bregunica
81. Riparia riparia - bregunica
82. Stelgidopteryx ridgwayi - jukatanski piljak
83. Stelgidopteryx ruficollis - cimetastogrli piljak
84. Stelgidopteryx serripennis - sivoleđi piljak
85. Tachycineta albilinea - mangrovski piljak
86. Tachycineta albiventer - bjelokrili piljak
87. Tachycineta bicolor - piljak dupljaš
88. Tachycineta cyaneoviridis - modro-zeleni piljak
89. Tachycineta euchrysea - blistavi piljak
90. Tachycineta leucorrhoa - bjeločeli piljak
91. Tachycineta meyeni - plavoleđi piljak
92. Tachycineta stolzmanni - tumbeski piljak
93. Tachycineta thalassina - zelenoleđi piljak